# Altmar
Altmar és una població dels Estats Units a l'estat de Nova York. Segons el cens del 2000 tenia 351 habitants.

## Demografia
Segons el cens del 2000, Altmar tenia 351 habitants, 119 habitatges, i 84 famílies. La densitat de població era de 62,7 habitants/km².
Dels 119 habitatges en un 31,1% hi vivien nens de menys de 18 anys, en un 52,1% hi vivien parelles casades, en un 12,6% dones solteres, i en un 28,6% no eren unitats familiars. En el 20,2% dels habitatges hi vivien persones soles el 7,6% de les quals corresponia a persones de 65 anys o més que vivien soles. El nombre mitjà de persones vivint en cada habitatge era de 2,88 i el nombre mitjà de persones que vivien en cada família era de 3,35.
Per edats la població es repartia de la següent manera: un 29,3% tenia menys de 18 anys, un 12,3% entre 18 i 24, un 25,1% entre 25 i 44, un 21,9% de 45 a 60 i un 11,4% 65 anys o més.
L'edat mediana era de 32 anys. Per cada 100 dones de 18 o més anys hi havia 89,3 homes.
La renda mediana per habitatge era de 31.786 $ i la renda mediana per família de 33.750 $. Els homes tenien una renda mediana de 25.250 $ mentre que les dones 21.250 $. La renda per capita de la població era de 19.333 $. Entorn del 15,9% de les famílies i el 21,4% de la població estaven per davall del llindar de pobresa.

## Poblacions més properes
El següent diagrama mostra les poblacions més properes.